# Nóatún (Mythologie)
Nóatún (altnord.: „Schiffsplatz“) ist in der nordischen Mythologie  der Wohnsitz des Meeresgottes Njörðr und nach dem Grímnismál einer der Götterpaläste in Asgard. Snorri Sturluson berichtet in der Gylfaginning und im Skáldskaparmál, dass Njörðrs Gattin Skaði nicht in Nóatún am Meer wohnen wollte, sondern lieber in den schneebedeckten Bergen.

„Noatun ist die elfte: da hat Njördr

Sich den Saal erbaut.

Ohne Mein (Fehl) und Makel der Männerfürst

Waltet hohen Hauses.“

Der altnordische Name Nóatún bedeutet „Schiffsstadt, Schiffsplatz“. Der erste Teil des Wortes (nóa-) gehört etymologisch zum indogermanischen (rekonstruierten) Wort *nāus (altnordisch: nór, lateinisch: navis), das die Bedeutung „Schiff“ hat. Der zweite Teil (-tún) gehört zum altnordischen Wort tún („Hof, Stadt“; vergl. engl. town – „Stadt“). Die Bedeutung des Namens Nóatún unterstreicht also auch den Zusammenhang zwischen Njörðr und dem Meer.